# Friedrich Wilhelm Bernhard

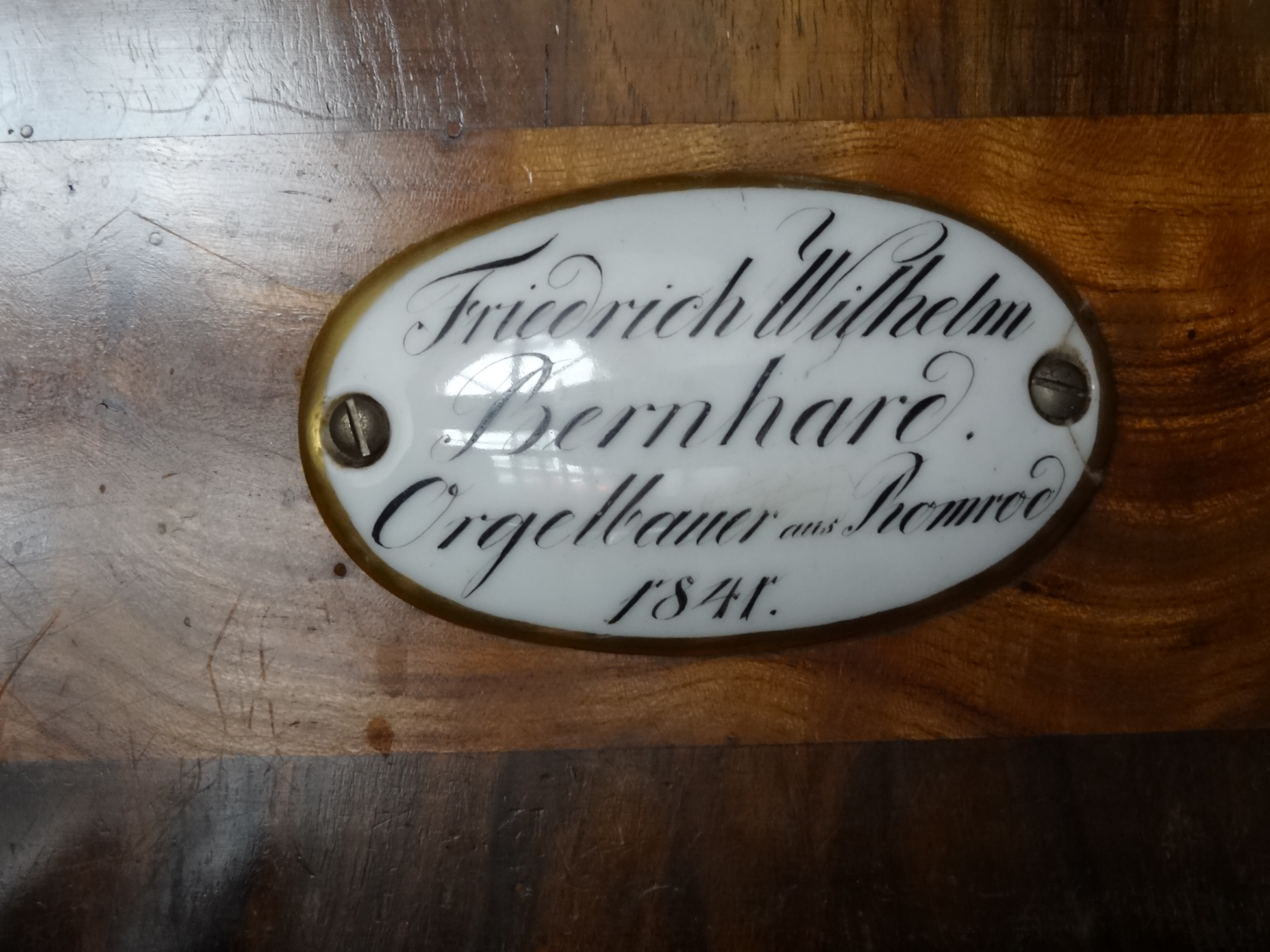
Firmenschild an der Orgel in Pohl-Göns (1841)

Friedrich Wilhelm Bernhard (* 1804; † 1861) war ein deutscher Orgelbauer, der im 19. Jahrhundert in Oberhessen wirkte.

## Leben
Friedrich Wilhelm  Bernhard war Sohn des Orgelbauers Johann Hartmann Bernhard und der ältere Bruder von Adam Karl Bernhard. Zusammen mit seinem Bruder arbeitete Friedrich Wilhelm zunächst im väterlichen Betrieb in Romrod und übernahm nach dem Tod des Vaters schließlich dessen Firma, während Adam Karl sich in Gambach selbstständig machte. Größter Konkurrent Bernhards war Johann Georg Förster. Beide bauten gerne Koppeladen, die mittels einer Transmission die Manualregister im Pedal mitklingen ließen.

## Werkliste
Kursivschreibung gibt an, dass die Orgel nicht oder nur noch das historische Gehäuse erhalten ist. In der fünften Spalte bezeichnet die römische Zahl die Anzahl der Manuale, ein großes „P“ ein selbstständiges Pedal, ein kleines „p“ ein angehängtes Pedal. Die arabische Zahl gibt die Anzahl der klingenden Register an. Die letzte Spalte bietet Angaben zum Erhaltungszustand oder zu Besonderheiten.
| Jahr      | Ort                        | Kirche                   | Bild | Manuale | Register | Bemerkungen |
| --------- | -------------------------- | ------------------------ | ---- | ------- | -------- | --- |
| 1831–1834 | Nieder-Wöllstadt           | Ev. Kirche               |      | II/P    | 22       | Neubau, 1973 ersetzt |
| 1835      | Ockstadt                   | Kath. Kirche             |      | II/P    |          | Neubau, nicht erhalten |
| 1830–1837 | Staden (Florstadt)         | Ev. Kirche               |      | II/P    | 17       | Neubau, erhalten |
| 1839      | Heimertshausen             | Ev. Kirche               |      | I/P     | 8        | Neubau, erhalten |
| 1839      | Meiches                    | Ev. Kirche               |      | I/P     | 8        | Neubau, umgebaut erhalten |
| 1840–1841 | Pohl-Göns                  | Ev. Kirche               |      | I/P     | 10       | Nach dem Zweiten Weltkrieg umdisponiert, 1981/82 von Gerald Woehl restauriert und auf ursprüngliche Disposition zurückgeführt |
| 1841      | Ehringshausen (Gemünden)   | Ev. Kirche               |      | I/P     | 10       | Neubau, erhalten |
| 1842      | Grebenau                   | Ev. Kirche               |      | I/P     | 7        | Neubau, 1874 ersetzt |
| 1842      | Enzheim (Altenstadt)       | Ev. Kirche               |      | I/P     | 6        | Neubau, erhalten |
| 1843      | Obbornhofen                | Evangelische Kirche      |      | I/P     | 12       | Neubau, 1911 ersetzt, Prospekt erhalten                                                                                       |
| 1845      | Windhausen (Feldatal)      | Ev. Kirche               |      | I/P     | 12       | Neubau |
| 1846      | Berstadt                   | Ev. Kirche               |      | II/P    | 22       | Neubau, 1962 ersetzt |
| 1847      | Ober-Mörlen                | Ev. Kirche               |      | II/P    | 22       | Neubau, 1973 ersetzt |
| 1847      | Stangenrod (Grünberg)      | Evangelische Kirche      |      | I/P     | 8        | Neubau, Prospekt erhalten |
| 1847–1848 | Beuern (Buseck)            | Evangelische Kirche      |      | II/P    | 23       | Neubau, erhalten |
| 1847–1849 | Ober-Eschbach              | Ev. Kirche               |      | II/P    | 14       | Neubau, erhalten |
| 1850      | Großen-Linden              | Evangelische Kirche      |      |         |          | Neubau, 1908 ersetzt |
| 1850–1851 | Ruppertenrod               | Ev. Kirche               |      | I/P     | 10       | Neubau, erhalten |
| 1853      | Grünberg (Hessen)          | Evangelische Stadtkirche |      | II/P    | 25       | Neubau, 1969 ersetzt |
| 1854      | Friedrichsdorf             | Ev. Kirche               |      | I/P     | 16       | Neubau, nicht erhalten |
| 1854      | Gambach (Münzenberg)       | Ev.-ref. Kirche          |      | I/P     | 16       | Neubau, 1958 modernisiert |
| 1855      | Ober-Ohmen                 | Ev. Kirche               |      | II/P    | 22       | Neubau, 1970 von Oberlinger umgebauter Form erhalten                                                                          |
| 1855      | Kloster Alsfeld            | Dreifaltigkeitskirche    |      | II/P    | 18       | 1908 umgebaut, 1964 ersetzt                                                                                                   |
| 1856      | Romrod                     | Ev. Stadtkirche          |      | I/P     | 8        | hinter Gehäuse von Georg Henrich Wagner (1685, Zuschreibung); 1915 von Theodor Karl Bernhard ersetzt                          |
| 1857      | Rudingshain                | Ev. Kirche               |      | I/P     | 9        | Neubau, erhalten |
| 1858      | Odenhausen (Lumda)         | Evangelische Kirche      |      | I/P     | 7        | Neubau, 1978 ersetzt |
| 1858–1859 | Rainrod (Schwalmtal)       | Ev. Kirche               |      | I/P     | 8        | Neubau, erhalten |
| 1859      | Heuchelheim (Reichelsheim) | Ev. Kirche               |      | I/P     | 6        | Neubau, erhalten |
| 1860      | Merlau                     | Evangelische Kirche      |      | I/P     | 10       | Neubau, erhalten |
| 1861      | Harbach (Grünberg)         | Evangelische Kirche      |      | I/P     | 7        | Neubau, erhalten |